# 裵英洙
裵 英洙（ペ・ヨンス、朝: 배영수、1981年5月4日 - ）は、韓国・大邱広域市出身の元プロ野球選手（投手）、野球指導者。右投右打。

## 経歴

### 三星時代
大邱広域市出身。地元の名門、慶北高校から三星ライオンズに入団した。
入団当初は期待されながらも度胸がなく、逃げるようなピッチングで球速のわりにはよく痛打されていた。2001年、ロッテ・ジャイアンツとの試合で相手打者のフェリックス・ホセに死球を当て、激怒したホセに殴り倒されたこともある。
2004年に宣銅烈がコーチに就任すると、彼の指導を受けて一気にチームを支えるエースに成長。2004年の韓国シリーズ第4戦では強打者が揃った現代ユニコーンズ相手に8回2/3パーフェクトピッチングに加えて延長10回まで無安打に抑え込む好投を見せたが、この試合では打線の援護がなく勝敗はつかなかった（降板後の11回に後続の投手が安打を打たれてチームとしてもノーヒットノーランを逃し、延長12回0対0で時間切れ引き分け）。この年はシーズン17勝(1救援勝)2敗の成績でMVPを受賞している。
2005年、アジアシリーズの決勝戦の千葉ロッテマリーンズ戦に先発、これが日本での初登板となった。敗戦投手になったものの、高校の先輩である李承燁から2三振を奪った。
2006年はWBC韓国代表に選出された。WBCの1次リーグ日本戦でリリーフ投手として登板したが、イチローに死球を与えて降板させられた。同年のレギュラーシーズンは右肩痛に悩まされ8勝9敗に終わった。しかし韓国シリーズでは、高卒新人ながら投手3冠を達成した柳賢振に投げ勝ち、先発・リリーフを問わずに登板する「便利屋」として活躍した。
2006年のシーズン後に肘の故障が発覚し診察のため渡米。「靭帯の損傷が激しいため手術が避けられない」と診断され、トミー・ジョン手術を受けた。2007年シーズンはリハビリのため一軍登板の機会がなかったが、1年にわたるリハビリに専念した結果、2008年シーズンに復帰、開幕から先発ローテーションの一角を担い復活を遂げた。
2009年は投球内容が大きく悪化し、1勝12敗と大きく負けが先行した。
2010年オフ、シーズン中に取得したフリーエージェント権（FA権）を行使し、日本プロ野球・東京ヤクルトスワローズとの移籍交渉を進めたが、メディカルチェックでB型肝炎に感染している事が発覚し、これが球団側の基準を満たしておらず破談となり、三星と2年契約を結び残留した。
2011年も6勝止まりで防御率5点台と、2008年以降は手術前ほどの成績を残すことはできなくなった。しかしサムスンが韓国シリーズで優勝したため出場したアジアシリーズ2011の台湾代表統一セブンイレブン・ライオンズ戦では、5回を1失点と好投しチームの勝利に貢献した。
2012年は、8月26日LG戦にて呉智煥から三振を奪い、韓国プロ野球史上23人目となる1000奪三振を達成した。さらにこの試合の勝利投手となり、通算100勝を記録した。2005年以来7年ぶりに2ケタ勝利（12勝）をあげ、三星の2連覇に貢献した。ポストシーズンでは韓国シリーズ第3戦に登板するも3回3失点を乱調気味で、アジアシリーズではLamigoモンキーズ戦にて5回1失点と好投したが、味方が相手投手から無失点に抑えられ敗戦投手となった。
2013年は14勝を挙げ、9年ぶり2度目の最多勝を獲得。
2014年シーズンオフ、二度目のFA権を行使しハンファ・イーグルスへ移籍した。彼の補償選手には鄭鉉錫が選ばれたが、わずか1日で金銭トレードでハンファに復帰したため、事実上の金銭補償となった。

### ハンファ時代
2015年は4勝に終わり、2016年は故障で一軍登板がなかった。
2018年限りでハンファを自由契約となった。

### 斗山時代
2019年より斗山ベアーズと契約した。
2019年10月26日、韓国シリーズ第4戦の延長10回裏に登板し、斗山の韓国シリーズ優勝の胴上げ投手となり、韓国シリーズの個人通算登板記録（25試合）、最年長セーブ記録（38歳5ヶ月）を更新した。そしてシリーズ終了直後にプレイングコーチに就任することを打診されるもこれを拒否し、現役引退を発表した。個人通算138勝は、2019年シーズン終了時では現役選手最多勝であった。

### 現役引退後
2020年より斗山の二軍投手コーチに就任した。2021年からは一軍ブルペンコーチを務める。2023年よりロッテ・ジャイアンツのコーチとなる。
2024年からは、SSGランダースのコーチを務める。

## プレースタイル・人物
投球スタイルとしては140km/h中盤のストレートとスライダーを持つ。球のキレで勝負する本格派投手。
2006年WBCで、実況を担当したTBSの松下賢次アナウンサーから「マウンドにはペ・ヨンジュンが上がります」と間違えられた。しかし、厳密にいうと、朝鮮語では、ペ・ヨンジュンのヨンと彼のヨンは発音が違う。
高校の先輩の李承燁と親しい関係であり、2006年のWBCの時には、お互い所属チームで付けていた背番号を交換して付けたりもした（裵英洙のサムスン時代の背番号は25、WBCでは36、李承燁はサムスンのときから前年まで所属していた千葉ロッテでの背番号は36、WBCでは25）。これが、後に李承燁が巨人で背番号を25に変えたきっかけのひとつにもなった。

## 詳細情報

### 年度別投手成績
| 年 度     | 球 団     | 登 板 | 先 発 | 完 投 | 完 封 | 無 四 球 | 勝 利 | 敗 戦 | セ 丨 ブ | ホ 丨 ル ド | 勝 率 | 打 者 | 投 球 回 | 被 安 打 | 被 本 塁 打 | 与 四 球 | 敬 遠 | 与 死 球 | 奪 三 振 | 暴 投 | ボ 丨 ク | 失 点 | 自 責 点 | 防 御 率 | W H I P |
| --------- | --------- | ----- | ----- | ----- | ----- | -------- | ----- | ----- | -------- | ----------- | ----- | ----- | -------- | -------- | ----------- | -------- | ----- | -------- | -------- | ----- | -------- | ----- | -------- | -------- | ------- |
| 2000      | サムスン  | 25    | 2     | 0     | 0     | 0        | 0     | 2     | 0        | 0           | .000  | 208   | 45.1     | 59       | 9           | 21       | 1     | 3        | 32       | 7     | 1        | 34    | 36       | 6.75     | 1.76    |
| 2001      | サムスン  | 35    | 25    | 0     | 0     | 0        | 13    | 8     | 0        | 0           | .619  | 750   | 169.2    | 169      | 11          | 89       | 2     | 8        | 96       | 5     | 2        | 71    | 82       | 3.77     | 1.52    |
| 2002      | サムスン  | 22    | 18    | 0     | 0     | 0        | 6     | 7     | 0        | 0           | .462  | 382   | 81.1     | 94       | 13          | 43       | 1     | 5        | 63       | 6     | 0        | 50    | 55       | 5.53     | 1.68    |
| 2003      | サムスン  | 30    | 30    | 1     | 0     | 0        | 13    | 5     | 0        | 0           | .722  | 722   | 163.2    | 174      | 11          | 77       | 0     | 7        | 99       | 12    | 1        | 82    | 85       | 4.51     | 1.53    |
| 2004      | サムスン  | 35    | 27    | 4     | 2     | 1        | 17    | 2     | 0        | 0           | .895  | 792   | 189.2    | 163      | 6           | 74       | 1     | 11       | 144      | 13    | 1        | 55    | 65       | 2.61     | 1.25    |
| 2005      | サムスン  | 31    | 26    | 2     | 1     | 1        | 11    | 11    | 2        | 1           | .500  | 713   | 173.0    | 148      | 10          | 48       | 2     | 11       | 147      | 14    | 0        | 55    | 61       | 2.86     | 1.13    |
| 2006      | サムスン  | 32    | 25    | 0     | 0     | 0        | 8     | 9     | 0        | 4           | .471  | 647   | 157.1    | 142      | 13          | 38       | 2     | 9        | 133      | 1     | 0        | 51    | 56       | 2.92     | 1.14    |
| 2008      | サムスン  | 27    | 23    | 0     | 0     | 0        | 9     | 8     | 0        | 0           | .529  | 492   | 114.2    | 127      | 15          | 38       | 0     | 3        | 71       | 7     | 0        | 58    | 59       | 4.55     | 1.44    |
| 2009      | サムスン  | 23    | 12    | 0     | 0     | 0        | 1     | 12    | 0        | 0           | .077  | 352   | 75.2     | 106      | 18          | 22       | 1     | 7        | 40       | 2     | 1        | 61    | 73       | 7.26     | 1.69    |
| 2010      | サムスン  | 31    | 21    | 0     | 0     | 0        | 6     | 8     | 1        | 0           | .429  | 526   | 119.2    | 136      | 11          | 37       | 1     | 8        | 64       | 1     | 1        | 63    | 69       | 4.74     | 1.45    |
| 2011      | サムスン  | 25    | 17    | 0     | 0     | 0        | 6     | 8     | 0        | 1           | .429  | 460   | 103.0    | 127      | 5           | 27       | 1     | 6        | 47       | 5     | 1        | 62    | 67       | 5.42     | 1.50    |
| 2012      | サムスン  | 26    | 25    | 2     | 0     | 1        | 12    | 8     | 0        | 0           | .600  | 658   | 160.0    | 159      | 7           | 39       | 1     | 3        | 89       | 5     | 0        | 57    | 64       | 3.21     | 1.24    |
| 2013      | サムスン  | 27    | 26    | 0     | 0     | 0        | 14    | 4     | 0        | 0           | .778  | 671   | 151.0    | 193      | 9           | 38       | 1     | 14       | 101      | 5     | 0        | 79    | 83       | 4.71     | 1.53    |
| 2014      | サムスン  | 25    | 24    | 1     | 0     | 0        | 8     | 6     | 0        | 0           | .571  | 597   | 133.2    | 171      | 14          | 39       | 1     | 5        | 111      | 4     | 1        | 81    | 87       | 5.45     | 1.57    |
| 2015      | ハンファ  | 32    | 21    | 0     | 0     | 0        | 4     | 11    | 0        | 1           | .267  | 469   | 101.0    | 124      | 21          | 39       | 0     | 14       | 56       | 6     | 0        | 79    | 93       | 7.04     | 1.61    |
| 2017      | ハンファ  | 25    | 25    | 1     | 0     | 1        | 7     | 8     | 0        | 0           | .467  | 575   | 128.0    | 155      | 17          | 29       | 0     | 13       | 86       | 2     | 2        | 72    | 82       | 5.06     | 1.44    |
| 2018      | ハンファ  | 11    | 11    | 0     | 0     | 0        | 2     | 3     | 0        | 0           | .400  | 251   | 55.2     | 69       | 6           | 15       | 1     | 6        | 47       | 0     | 1        | 41    | 42       | 6.63     | 1.51    |
| 2019      | 斗山      | 37    | 0     | 0     | 0     | 0        | 1     | 2     | 0        | 0           | .333  | 194   | 45.1     | 50       | 4           | 11       | 2     | 3        | 10       | 3     | 1        | 23    | 25       | 4.57     | 1.35    |
| KBO：18年 | KBO：18年 | 499   | 358   | 11    | 3     | 4        | 138   | 122   | 3        | 7           | .531  | 9459  | 2167.2   | 2366     | 200         | 724      | 18    | 136      | 1436     | 98    | 13       | 1074  | 1184     | 4.46     | 1.43    |

- 太字はリーグ最高、赤太字はKBOにおける歴代最高。

### 獲得タイトル
- MVP：1回（2004）
- 最多勝：2回（2004、2013）
- 最多先発勝: 1回(2013)(14先発勝)
- 最優秀勝率：1回（2004）
- 最多奪三振：1回（2005）
- ゴールデングラブ賞：1回（2004）

### 代表歴
- 2006 ワールド・ベースボール・クラシック韓国代表

### 背番号
- 25 (2000年 - 2014年、2019年)
- 37 (2015年 - 2016年)
- 33 (2017年 - 2018年)
- 91 (2020年 - 2022年)
- 88 (2023年)
- 98 (2024年)
- 81 (2025年 - )